# Michel Monier
Michel Monier, aussi écrit Monnier, Monnié ou Mosnier est un sculpteur français, né à Blois à une date inconnue, et mort à Paris le 24 décembre 1686.

## Biographie
Monier a aussi été nommé par erreur avec le prénom Pierre. C'est la graphie du nom adopté au château de Versailles. Pierre Mosnier aussi écrit Monier ou Monnier, né à Blois en 1641, et mort à Paris le 29 décembre 1703 est le frère.
Michel Monier a été élève de l'Académie royale de peinture et de sculpture. Le 28 mars 1671, en présence de Jean-Baptiste Colbert, il obtient le sixième prix et obtient d'aller à Rome,. Le 29 octobre 1672, l'Académie se réunie pour juger des progrès des étudiants, Alexandre Ubelesqui, Jean-Baptiste Jouvenet, Charles-François Poerson, Michel Monier, Jean Tortebat,. Elle décide qu'ils sont en état de poursuivre leurs études en Italie suivant la décision du roi. Il fait le voyage à Rome avec Noël Coypel qui va remplacer Charles Errard qui a demandé un congé de la direction de l'Académie de France à Rome. Le passeport délivré par Jean-Baptiste Colbert donne les noms d'Antoine Coypel, Charles et Louis-Henri Hérault, ses beaux-frères, Simon Chupini, Benoît Farjat, Charles Poerson, Alexandre, Tortebat, Pierre Monnier, en fait Michel Monier, Voulan (probablement un membre de la famille de Simon Vollant) et Jouvenet ,.
Charles Errard avait proposé à Jean-Baptiste Colbert que les élèves de l'Académie de France à Rome fassent des copies des œuvres. Dès son arrivée, Michel Monier a réalisé un modèle en terre d'une statue de Mercure, puis a ébauché, d'après l'antique, un bas-relief en marbre blanc représentant une jeune mariée à qui on lave les pieds, ou la toilette de la jeune mariée dont l'original se trouvait au Palais de la Valle. Il a réalisé une copie en marbre du Gladiateur mourant qui se trouve au château de Versailles, dont l'original se trouve au Musée du Capitole.
Entre 1682 et sa mort, il travaille au château de Versailles où il sculpte Papirus et sa mère, avec Martin Carlier, la Vénus de Médicis qui est terminée par Nicolas Frémery.